# Cancellaria rosewateri
Cancellaria rosewateri is een slakkensoort uit de familie van de Cancellariidae. De wetenschappelijke naam van de soort is voor het eerst geldig gepubliceerd in 1983 door Petit.